# Rick Savage
Rick Savage, all'anagrafe Richard Savage, detto Sav (Sheffield, 2 dicembre 1960), è un bassista britannico.
È noto per essere il bassista e uno dei membri fondatori dei Def Leppard. Il nomignolo "Sav" gli fu affibbiato per distinguerlo dall'altro Rick presente nel gruppo, il batterista Rick Allen.

## Biografia
Iniziò molto giovane a suonare la chitarra, accompagnando le canzoni di Rod Stewart e Don McLean allo stereo assieme al fratello maggiore. In quegli anni, Savage era anche un giocatore di calcio professionista nello Sheffield United, nonostante le sue simpatie personali andassero all'altra squadra di Sheffield, il Wednesday. Tuttavia, l'amore per la musica ebbe presto il sopravvento e Savage formò la sua prima band con i compagni di scuola Tony Kenning e Pete Willis. Il nome scelto per il neonato terzetto fu Atomic Mass e il repertorio comprendeva alcune tra le hit dei gruppi più famosi al momento (Queen, Slade, Deep Purple).
Dal momento che Willis era senz'altro il migliore tra i due chitarristi, Savage scelse di imbracciare il basso e, per completare la formazione, i tre si dedicarono alla ricerca di un cantante. Venne contattato Joe Elliott il quale, al termine di una rapida audizione, si guadagnò il posto, nonché il permesso di ribattezzare la band com'era nei suoi sogni ricorrenti: Def Leppard.
Negli anni novanta, Savage contrasse una forma di paralisi facciale nota come paralisi di Bell, che gli indebolì i muscoli del viso a tal punto da lasciarli parzialmente paralizzati. Nonostante il recupero brillante, alcuni effetti della malattia sono rimasti visibili negli anni a venire.
In questo stralcio d'intervista, realizzata da Gordon Shearer e poi pubblicata sul sito ufficiale della band:
Shearer: "Ci puoi parlare di quando contraesti la paralisi? Come cambiò, la malattia, il tuo modo di rapportarti alle cose? Chiacchiere, commenti... Posso solo immaginare come debba essere stato piombare dalla posizione in cui eri, prototipo della sensuale rock star, a..."
Savage: "Fu molto dura da accettare e digerire. Personalmente, caddi facilmente vittima della sindrome del perché a me?: non tanto per la malattia in sé, ma più che altro per tutta una serie di disturbi che iniziarono ad influenzare i gesti quotidiani... Non poter più mangiare adeguatamente, o dormire senza una benda per chiudere l'occhio... Cose così, insomma... Poi, francamente, l'impatto sulle piccole azioni di tutti i giorni è stata la cosa peggiore: ci sono malattie molto più invalidanti di questa. Ti costringe all'umiltà, ad esempio, pensare a ciò che Rick Allen abbia dovuto sopportare e a come sia riuscito a gestire la cosa. In fin dei conti, naturalmente avrei preferito che non mi fosse capitato, ma ormai era tardi e così mi sforzai di imparare qualcosa anche da un'avventura tanto negativa."

## Vita privata
Oggi, Rick Savage vive a Sheffield, assieme alla moglie Paige, ai due figli Tyler e Scott e a Jordan, la figlia di Paige avuta da una precedente relazione.
Quando non è impegnato con le attività della band, Savage ama passare il tempo con i suoi figli, assistere ai match dello Sheffield Wednesday e giocare a golf.

## Equipaggiamento
Dopo 17 anni di fedeltà agli strumenti Hamer a 4 e 5 corde, Rick Savage è oggi endorser Washburn Guitars: i suoi bassi preferiti sono l'XB920 (4 corde) e l'XB925 (5 corde). Nella prima metà degli anni ottanta, all'epoca degli album High 'n' Dry e Pyromania, egli utilizzava prevalentemente un Hamer Blitz, ispirato alle forme della Gibson Explorer; passò poi, nel periodo a cavallo di Hysteria, al più moderno Scarab, sempre della Hamer, mantenendo però anche un Blitz nero per alcune esibizioni live (ne è testimonianza, ad esempio, la registrazione video del concerto Live: In the Round, in Your Face, in cui è possibile vedere Savage alle prese con il brano Pour Some Sugar on Me, forte del suo Blitz con accordatura in dropped-D). Per le session di registrazione di Adrenalize, con conseguente tour promozionale, Savage esibì una serie di Hamer Chaparral Max a 5 corde, impreziositi da colorazioni custom (tra cui uno in finitura granito e uno riportante l'artwork dell'album). Il passaggio a Washburn avvenne a metà del tour di Euphoria, nel 1999: da quel momento, nonostante si ricordino principalmente i due XB925 decorati con la Union Jack e la Croce di San Giorgio, lo strumento principale di Rick divenne un XB925 con finitura in legno naturale.